# Al Qaeda
Al Qaeda (en árabe: الْقَاعِدَة‎, romanizado: al-Qā'idah, lit. 'La sede o base (militar)', pronunciado /ælqɑːʕɪdɐ/, también transcrito como al-Qaida y al-Qa'ida) es una organización terrorista, paramilitar y yihadista. La organización emplea prácticas y atentados terroristas y se plantea como un movimiento de resistencia alrededor del mundo, siendo que es comúnmente señalada como una red de terrorismo internacional. Esta organización se ha dado a conocer a nivel mundial por ser la organización terrorista responsable de múltiples atentados terroristas, entre ellos, los atentados del 11S, y en diferentes lugares al tener muchas ramas en varios países islámicos y dividirse a su vez en ramas y subgrupos como lo fue el Jabhat al-Nusra (conocido como Frente al-Nusra) hoy en día llamado Tahrir Al Sham, y otras ramas y subgrupos como Al-Qaeda del Magreb islámico (rama en el norte de África), o Al-Qaeda en la península arábiga (rama en Yemen y Arabia Saudita), o como el popular grupo terrorista autodenominado Estado Islámico (grupo hoy en día independiente), grupo terrorista el cual antes de que este mismo lograra independizarse, era su rama en Irak y Siria antes del ya mencionado Frente al-Nusra, y también el conocido grupo Al Shabbaab, rama de Al Qaeda en Somalia y Kenia.
Su fundador, líder y mayor colaborador fue Osama bin Laden (1957-2011), un multimillonario de origen saudí que estudió Religión y Ciencias Económicas en la Universidad del Rey Abdul Aziz. Aymán al Zawahirí le sucedió como único jefe de la organización hasta su muerte en julio de 2022.
Investigaciones recientes —periodistas, investigadores, analistas y especialistas— afirman que Bin Laden fue financiado por la CIA en la lucha contra las tropas de la Unión Soviética en Afganistán durante la llamada guerra de Afganistán (1978-1992) en plena Guerra Fría. El apoyo iba desde la instrucción en combate hasta la entrega de armamento.
Su estructura organizativa basada en células de militantes y redes de contactos clandestinos, muy parecida al modus operandi de los cárteles de narcotraficantes, le ha dado una muy amplia movilidad de acción y una gran dificultad para desarticularla (véase: guerra red).

## Origen del nombre
El nombre viene del sustantivo árabe qāʕidah, que significa'fortaleza, cimiento, base' y que también puede referirse a una base militar. al- es la forma del artículo definido árabe al-. Sería, por tanto, la base o el fundamento.
El político británico Robin Cook señaló que el nombre indicaría la base de datos, ya que Bin Laden gestionaba las operaciones financieras en un fichero informático llamado al Qaida (literalmente ‘la base [de datos]’). Desde entonces, muchos combatientes miembros de los muyajidín se fueron asociando a la red Al Qaida.
Bin Laden explicó el origen del nombre en una entrevista con el periodista de Al Jazeera Tayseer Alouni en octubre de 2001.

The name 'al-Qaeda' was established a long time ago by mere chance. The late Abu Ebeida El-Banashiri established the training camps for our mujahedeen against Russia's terrorism. We used to call the training camp al-Qaeda. The name stayed.

El nombre de 'al Qaeda' se estableció hace tiempo por simple casualidad. Abu Ubaidah al-Banshiri fundó campos de entrenamiento para nuestros muyajidín contra el terrorismo de Rusia. Solíamos llamar a los campos de entrenamiento al-Qaeda. El nombre ha permanecido.

## Historia

### Orígenes

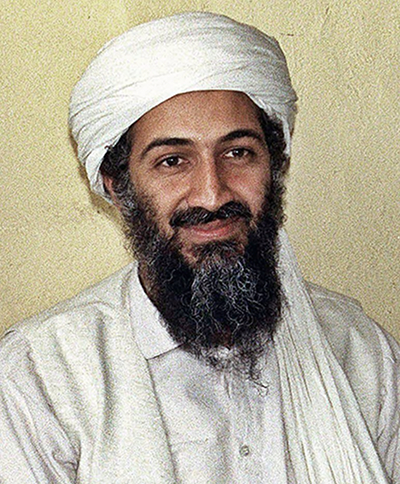
Osama bin Laden, fundador y líder de Al-Qaeda hasta su muerte el 2 de mayo de 2011.

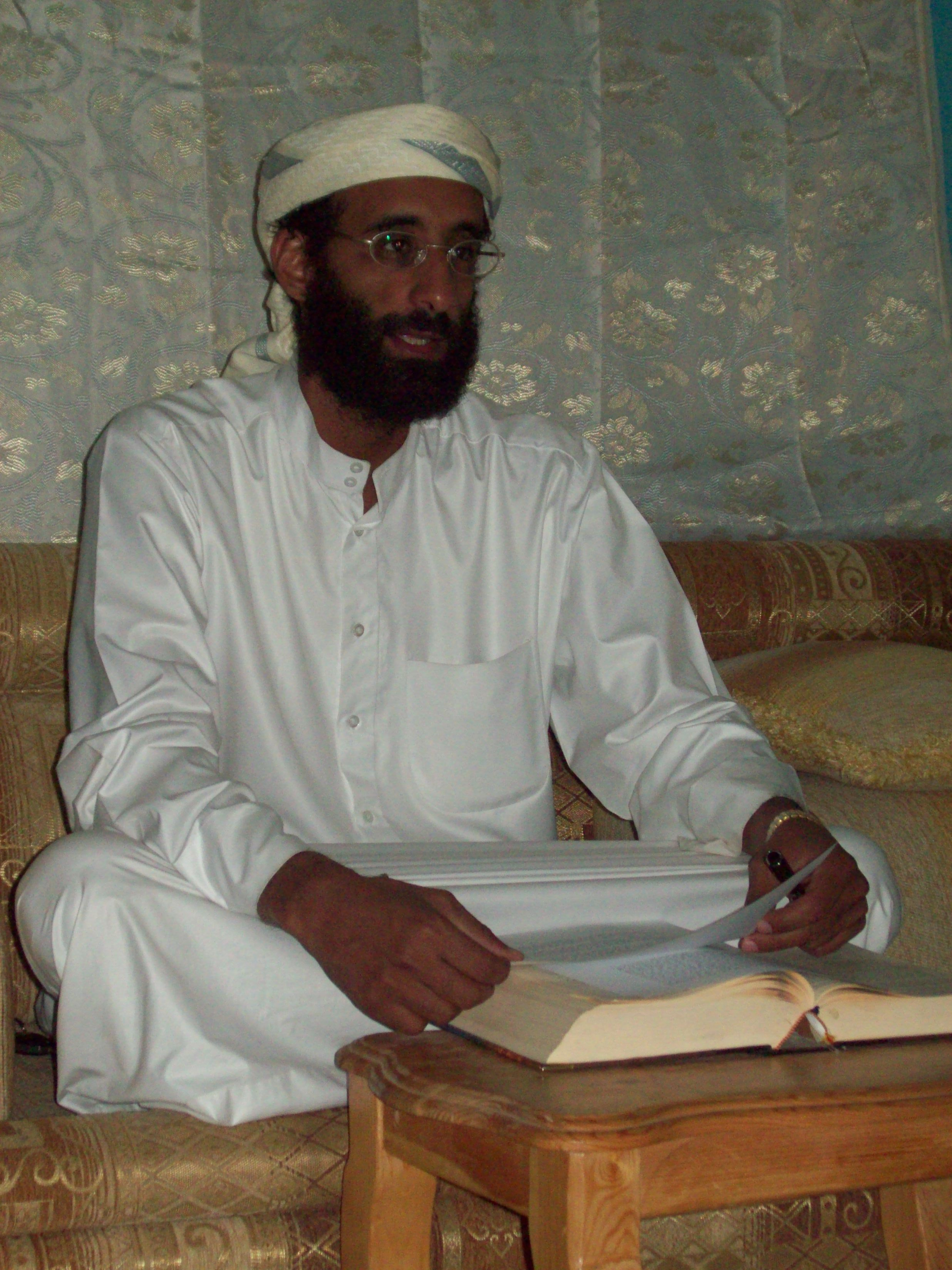
Anwar al-Awlaki fue considerado el miembro de más alto rango de la red con la ciudadanía de los EE. UU. Fue abatido en septiembre de 2011 durante un ataque aéreo en Yemen.

A finales de los años 70, las facciones del Partido Democrático Popular de Afganistán (comunista) competían por el poder, interviniendo la URSS en favor de aquella que le era más afecta (la facción de Taraki), enviando sus ejércitos y batallones de comando, quienes asesinan al Presidente Amín (facción entonces en el poder) iniciándose la guerra de Afganistán. En este período bélico, de gran trascendencia e influencia en la situación interna de la URSS, el pueblo afgano, sus distintas etnias y sus dirigentes religiosos, inician un levantamiento y guerra popular contra el ejército soviético y las milicias comunistas afganas que le eran subordinadas. Durante la guerra, las fuerzas soviéticas alcanzaron un número cercano a los 200 000. hombres, con entrenamiento y armamento de última tecnología. Coincidiendo las circunstancias con la descomposición y derrumbe del socialismo real, la guerra de Afganistán se transformó en el "Vietnam" de la URSS, a la que el pueblo ruso se resistía en colaborar y tras diez años de guerra popular islámica, las fuerzas comunistas fueron derrotadas y el ejército soviético se batió en retirada.
A la victoria islámica, confluyen diversas razones: la convicción de los afganos de estar luchando contra odiados invasores históricos; una visión religiosa del mundo, que ubica en la primera línea de sus adversarios al comunismo ateo; una mística que despertó la solidaridad de los pueblos del mundo, especialmente de los países islámicos, los que enviaron batallones de muyahidines a liberar Afganistán, entrenándose en las bases que los países árabes y occidente —especialmente los EE. UU.— apoyaban y financiaban con firmeza y resolución. Una de aquellas bases —La Base— fue fundada y dirigida por un joven saudí, de convicciones religiosas musulmanas, fundamentalista y radicalmente anticomunista.
Concluida la guerra contra los soviéticos, Al Qaeda (La Base), no fue desmovilizada por su caudillo, quien pronto se involucró en la lucha de facciones que siguió a la derrota de los comunistas. En ella, Bin Laden, alineó a su grupo con los Talibanes, participando también en operaciones significativas para el mundo musulmán, como en la extinta Yugoslavia (para detener el genocidio musulmán en Bosnia y Herzegovina). En parte originada en su radical fundamentalismo, en parte por la dinámica propia de los alineamientos ocurridos en la guerra civil afgana, Bin Laden, terminó combatiendo a quien le prestó apoyo y aliento (los EE. UU.), país al que consideran esencialmente antireligioso, prosionista y erosionador del modo de vida islámico. A su vez, Al Qaeda, es rápidamente visualizado por los EE. UU., como un grupo que deriva hacia el terrorismo antioccidental, que amenaza la seguridad estadounidense y de occidente y la estabilidad de los países árabes aliados.
En 1993 los Estados Unidos de América enviaron tropas a Somalia, para el reparto de alimento y agua, además de garantizar la seguridad de los civiles ante la guerra civil que sufría el país. Dos UH-60 Black Hawks fueron derribados durante una misión de captura que llevaron a cabo el primer destacamento de fuerzas de operaciones especiales Delta (Delta Force) y el 75.º Regimiento Ranger. Posteriormente la inteligencia del servicio militar de los Estados Unidos concluyó que gran parte de la milicia somalí fue entrenada por miembros de Al-Qaeda, algo que quedaría verificado en mayo del 2006 cuando el país se volvió a sumergir en una segunda guerra civil entre la Alianza para la Restauración de la Paz y Contra el Terrorismo (ARPCT) y milicias leales a la Unión de Tribunales Islámicos. Para el 5 de junio al menos 350 personas habían muerto en el fuego cruzado.
La organización ha construido campos de entrenamiento para aquellos militantes repartidos por el mundo, entrenando a miles en técnicas de guerrilla, uso de explosivos y conocimientos de la práctica paramilitar. Sus agentes se han involucrado en numerosos ataques, como los atentados terroristas a las embajadas estadounidenses en 1998, oportunidad en la que destruyeron las embajadas estadounidenses en Nairobi, Kenia y Dar es Salaam, en Tanzania. En Dar-es-Salaam fallecieron once personas, mientras que en Nairobi perecieron 213 personas, y solo doce eran estadounidenses. El 12 de octubre de 2000 Al Qaeda realizó el ataque suicida con bomba contra el buque de guerra estadounidense USS Cole en las costas de Yemen, dejando 17 marineros muertos e hiriendo a 39 más.
En 2001 atentaron contra las torres gemelas de Nueva York y El Pentágono de Washington secuestrando 4 aviones. Fue el ataque donde destruyeron dos de los edificios más altos de Estados Unidos y dañaron la sede central del Ejército de Estados Unidos.
En el año 2008 unas amenazas por parte de Al-Qaeda provocaron la suspensión total del Rally Dakar 2008 que a partir de entonces pasó a desarrollarse en Sudamérica.
El 26 de diciembre de 2009 fue detenido a tiempo Umar Faruk Abdulmutallab, quien intentó explotar un avión con 278 pasajeros a bordo que se dirigía a Detroit.
El 1 de mayo de 2011 es asesinado el líder de esta organización, Osama Bin Laden, por el ejército estadounidense en la localidad de Abbottabad, situada al norte de la capital de Pakistán.

### La organización a partir del 11 de septiembre de 2001

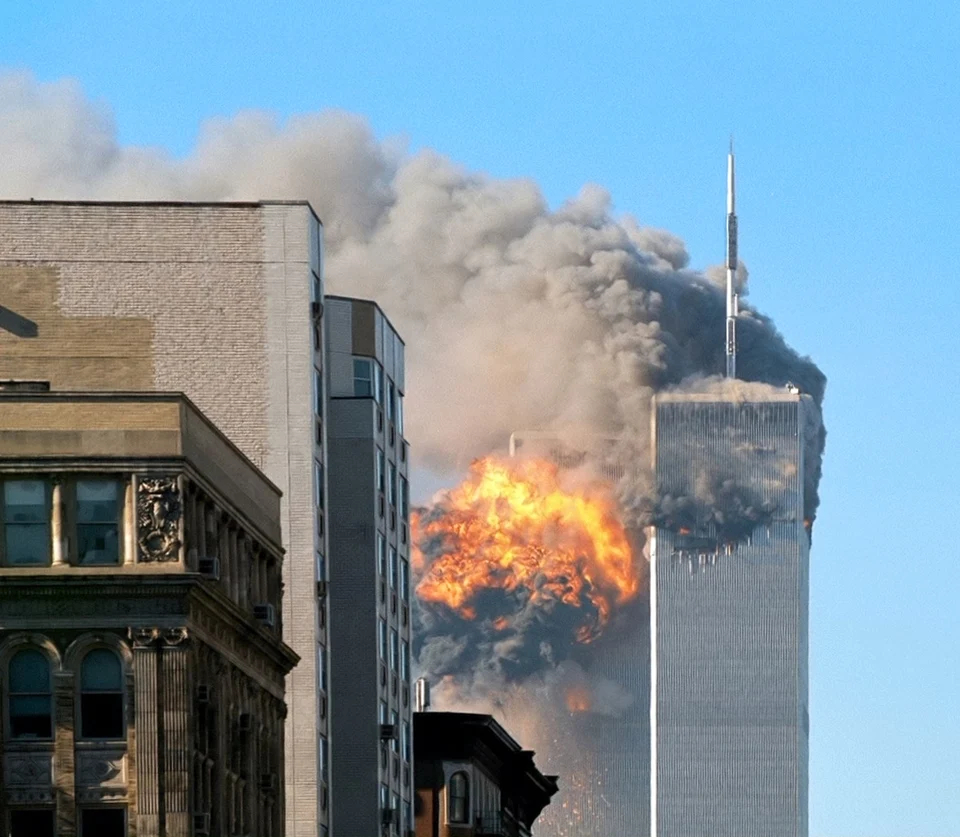
Los atentados del 11 de septiembre de 2001 son considerados "el mayor ataque contra Estados Unidos" desde el Ataque a Pearl Harbor en 1941, y supusieron un antes y un después en la historia de la lucha contra el terrorismo y en la historia de Al Qaeda.

En 2001 se creía que Bin Laden y otros líderes de Al Qaeda se encontraban bajo la protección de los talibanes, un grupo islámico que controlaba la mayor parte de Afganistán. En ese mismo año cambió radicalmente la actividad de este grupo, alcanzando cuotas de terror nunca antes imaginadas. Según la CIA y el FBI, 19 militantes de Al Qaeda dirigidos por el egipcio Mohammed Atta llevaron a cabo el 11-S (atentado del 11 de septiembre) contra El Pentágono y el Centro Mundial de Comercio (WTC). Aquel fue el atentado sucedido en EE. UU. más terrible de la historia de este país, con unos 3000 muertos.
Inicialmente según "los planes de al Qaeda" en 1995 era proyectar aviones como misiles a edificios de los Estados Unidos y derrumbar los iconos del poder estadounidense; dentro de estos puntos figuraban: la Torre Sears (Chicago), El Pentágono (Washington D. C.), Pirámide Transamérica (San Francisco), World Trade Center (Nueva York), La Casa Blanca (Washington D. C.), el Empire State Building (Nueva York), el Capitolio de los Estados Unidos (Washington D. C.) y el U.S. Bank Tower (Los Ángeles).
EE. UU. respondió iniciando un ataque masivo contra las fuerzas talibanes y de Al Qaeda en Afganistán, matando y capturando a miles de militantes y civiles sin relación alguna con el conflicto, obligando al resto de sus líderes a sumirse inicialmente en la clandestinidad. A pesar de la subsiguiente captura de varios de sus miembros claves (incluyendo el militante que supuestamente planeó y organizó los ataques del 11-S), la actividad del grupo y sus franquicias, lejos de desaparecer, cambiaron de organización para convertirse en una organización internacional y coordinada con militantes repartidos por todo el mundo.
Los siguientes ataques esta vez fueron en Indonesia:
- Explosión de una bomba en un club nocturno en la isla de Bali que dejó más de 200 muertos (85 de ellos, australianos).
- Atentados contra la embajada de Australia en Yakarta.

Posteriormente en 2003, atentados en Arabia Saudita dejaron 35 muertos en edificios habitados por occidentales, entre otras acciones coordinadas en un esfuerzo por desestabilizar a la monarquía saudita. El 16 de mayo una cadena de atentados suicidas en Casablanca contra tres establecimientos de hostelería, entre ellos la Casa de España, la Alianza Israelí y un cementerio judío, costaron la vida a 45 personas.
En los últimos tiempos y ya varios años después del 11-S, reaparecen con células de Al Qaeda en Europa, atribuyéndose la autoría de los atentados de Londres del 7 de julio de 2005 con más de 50 muertos, atentado del 11-M en Madrid en los que fallecieron 191 personas y 1858 resultaron heridas, e intentando ataques fallidos en Barcelona y Alemania, además de amenazar a países como Francia, Estados Unidos, Reino Unido, España, Portugal, Italia, Polonia, Dinamarca, Australia, Hungría, República Checa, Eslovaquia, Eslovenia, Estonia, Letonia, Lituania, Malta, Chipre, Israel y Kuwait.
También están amenazados todos los países miembros de la Organización del Tratado Atlántico Norte OTAN encabezada por Estados Unidos y la Unión Europea y todos los países miembros de la Comunidad de Estados Independientes CEI encabezada por Rusia.
Paralelamente a esto, facciones de Al Qaeda en Irak luchan ferozmente contra la ocupación estadounidense, el grupo Tawhid wal Jihad dirigido por el jordano Abu Musab Al Zarqawi, el cual fue abatido por las tropas estadounidenses en junio de 2006, realizan acciones diarias contra las tropas de ocupación estadounidenses y británicas, e iraquíes afines al nuevo gobierno además de civiles. Estos ataques suman miles de muertos entre las fuerzas armadas de ambos bandos, pero especialmente han causado bajas entre la población civil.
El 11 de abril de 2007 el brazo armado de Al Qaeda en el Magreb perpetró un atentado en Argel (Argelia), dejando al menos 24 muertos y 222 heridos. Este mismo día Al Qaeda se atribuyó los atentados perpetrados el 10 de abril de 2007 en Casablanca (Marruecos).

### Muerte del líder de Al Qaeda
El 1 de mayo de 2011, el presidente de Estados Unidos, Barack Obama, anunció que el líder Osama Bin Laden había sido ejecutado en un operativo militar estadounidense en Pakistán.

### Nuevo líder de Al Qaeda
El nuevo líder de la organización fue el egipcio de 71 años, Aymán al-Zawahirí, hasta su muerte el 31 de julio de 2022 en un ataque aéreo.
El martes 5 de junio de 2012 el Pentágono estadounidense informaba que el día anterior un ataque con drones sobre un lugar en la región noroeste de Pakistán había causado la muerte de Abu Yaliya al Libi, supuesto número dos de Al Qaeda. De confirmarse la noticia se trataría del mayor éxito obtenido por el ejército estadounidense desde la muerte de Osama Bin Laden, ya que Libi estaba considerado como el jefe de operaciones de la organización terrorista.

## Al Qaeda en España

### Secuestro de voluntarios españoles en 2009
La rama de Al Qaeda del Magreb Islámico (AQMI) reivindicó el 8 de diciembre de 2009 por la mañana el secuestro de los tres voluntarios españoles en Mauritania, el 29 de noviembre, así como el de un botánico francés cuatro días antes en Malí. Los españoles son Albert Vilalta, Alicia Gámez y Roque Pascual.
El Ministerio español de Asuntos Exteriores dio credibilidad a la reivindicación, realizada en una cinta de audio pasada a la cadena de televisión con sede en Doha, tras someterla a estudio por parte de un comité técnico, dijo en un comunicado. "Se trata de una grabación de audio que menciona explícitamente el nombre de los secuestrados", dijo la nota del ministerio.
El portavoz del grupo islamista, que se identificó como Saleh Abu Mohammad, dijo que "Francia y España serán informadas posteriormente de las legítimas demandas de los muyahidines", refiriéndose también al secuestro de un francés en el este de Malí el 30 de noviembre.
Los tres voluntarios de la ONG catalana Barcelona Acció Solidària desaparecieron el 29 de noviembre en Mauritania cuando fueron secuestrados del convoy en el que llevaban ayuda humanitaria a varios países africanos y que se dirigía por la carretera entre Nuadibú y la capital, Nuakchot.
El convoy partió de Barcelona el 22 de noviembre, atravesó Marruecos, se dirigía a Senegal e iba a terminar el Gambia con 100.000 kilos de material de ayuda que pensaba distribuir como parte de su caravana anual.
La Audiencia Nacional abrió una investigación sobre el secuestro por tratarse de un delito contra españoles en el extranjero y por ser un posible delito de terrorismo.
Francia ha pedido a sus ciudadanos que dejen el norte y el este de Malí ante el aumento de la amenaza integrista.
Alicia Gámez fue liberada el 10 de marzo de 2010. Albert Vilalta y Roque Pascual fueron liberados el 23 de agosto de 2010.

## Ideología y motivación
Básicamente, la visión de la ideología de al-Qaeda es una forma extrema de Islam, la yihad, ante países o gobiernos que supuestamente actúan contra el islam, las comunidades religiosas y los grupos étnicos como la única posibilidad de representar los intereses del islam. Al-Qaeda cree que la única respuesta es que el islam desarrolle el papel que le corresponde en el mundo, que hay una conspiración de varias partes del mundo contra el islam, la cual es liderada por Israel, EE. UU. y los países de Europa Occidental. Además, se muestra convencida de que mientras exista Israel y siga las influencias políticas y culturales de Occidente, la sociedad musulmana, el islam, no puede estar unida.
Como justificación de sus acciones al-Qaeda señala varias enseñanzas religiosas y mensajes tomados del Corán. Para lo cual, se basa principalmente en la llamada forma primitiva del islam, en el cual se interpreta que el enfoque se sitúa en la guerra contra los infieles, su conversión y la unificación de todos los musulmanes bajo uno califato común. En gran parte de la organización se observa un marcado antisemitismo, resultado de la lucha durante décadas contra Israel.
Se considera que algunos miembros de al-Qaeda, como Mohammed Atta, son antisemitas. En esta visión del mundo, los judíos son considerados como infieles que no se pueden reconvertir, o incluso antimusulmanes que controlan los países democráticos liberales y los estados exsocialistas y controlan estos a su vez en contra del islam. Ambos, supuestamente creados y controlados por los supuestos sistemas enemigos primarios, son los archienemigos escogidos de Al-Qaeda. Al-Qaeda lucha contra estas dos ideologías menos por el qué hacen que por el qué representan: el socialismo porque predica la igualdad de todas las personas y especialmente porque sus seguidores prefieren el ateísmo y los países liberales occidentales porque sus empresas son vistas como desenfrenadas y sin religión.
Osama bin Laden declaró en una entrevista en 1999[cita requerida], que para él y sus seguidores, no hay civiles, sino solo enemigos para matar, sin excepción; este es el sagrado deber de todo musulmán.
Los primeros ataques se llevaron a cabo en la década de 1990, como el Atentado del World Trade Center de 1993. La operación antiterrorista del gobierno de Clinton empezó a partir de entonces y comportó ataques terroristas contra las embajadas de Estados Unidos en Dar se Salaam y Nairobi y ataques aéreos contra bases de Al-Qaeda en Sudán y Afganistán. En el año 2000 se produjo un ataque de los islamistas en el mercado navideño de Estrasburgo que fue frustrado por las autoridades de seguridad alemanas. De entrada no se pudo probar ante el tribunal un presunto vínculo con la red terrorista Al-Qaeda. La razón de esto es que Alemania es, aparte de los EE. UU., el aliado más cercano de Israel. Por otro lado, el estilo de vida se percibe, como en otros países europeos, como una forma liberal, pecaminosa y vulgar de la vida (relaciones sexuales ilegítimas, consumo de alcohol, homosexualidad legal) y como una imposición para los musulmanes que viven en Alemania.
Al-Qaeda también se basa en la propaganda, sobre todo en las sociedades árabes y musulmanas. Ve la violencia como medio para unir a todos los musulmanes en la "guerra de liberación" contra el dominio de Occidente. Estos actos de terrorismo también se llevan a cabo contra civiles musulmanes considerados como "colaboradores" o víctimas del terrorismo como variables aleatorias en la negociación. El campo de acción principal después del último llamamiento de Bin Laden a Irak, el mayor número de víctimas, así como los autores mismos, son miembros del islam. Una nueva característica aquí es la legitimidad de los ataques suicidas que antes no se utilizaban debido a las reservas religiosas.
Al-Qaeda ha encontrado en Irak poco apoyo uniforme y está apoyada sobre todo por los terroristas extranjeros. La organización ha encontrado en Pakistán, Egipto, Indonesia y Arabia Saudí un apoyo más fuerte. Además de las causas políticas, como las persistentes guerras civiles, la opresión tradicional, también se contemplan como causa de origen la tradición duradera de la esclavitud, el tráfico de personas, la misoginia y una interpretación particularmente estricta del islam como el wahhabismo y las atrasadas culturas tribales como el pashtunwali.
Los líderes de pensamiento de Al-Qaeda también se basan en las normas islámicas de acuerdo con las cuales cada estado y forma social que esté más allá de la Sharia es reprobable y, por lo tanto, es legítimo destruir el mundo de los infieles con el terrorismo. Los perpetradores son mayoritariamente hombres jóvenes de baja condición social. Otros asesinos especialmente en operaciones importantes, como la del 11 de septiembre de 2001 son graduados muy entrenados. Algunos dirigentes y líderes, como el fundador Ossama bin Laden, provienen de una familia de clase alta.
En particular, en Irak, los soldados occidentales son denominados también "cruzados". El trasfondo de este calificativo son los efectos de la masacre de Maarat an-Numan (1098).

## Objetivos estratégicos

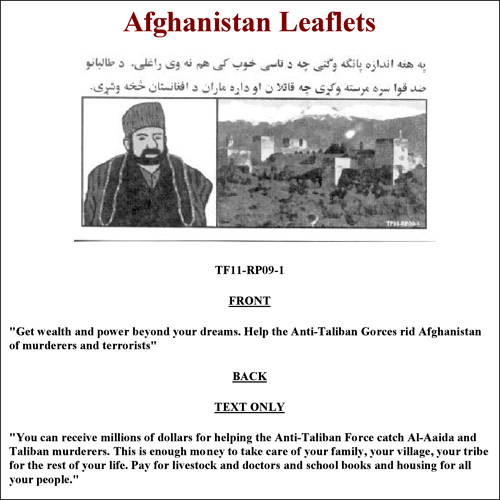
Cartel de recompensa.

Los objetivos finales de al-Qaeda no son a corto plazo, sino que la red espera que se logren solo en años o décadas. El objetivo principal no es necesariamente conseguir estos objetivos en sí mismos, sino poner en movimiento una cadena de acontecimientos que en última instancia tendrían que conducir a los resultados deseados. Cómo que el núcleo de al-Qaeda opera en secreto y lleva a cabo, entre otros, operaciones de falsa bandera, sus objetivos reales son difíciles de determinar. Después hay los vínculos con otros movimientos islamistas que persiguen intereses independientes.
Osama bin Laden, Jalid Sheij Mohammed, Ayman al-Zawahirí y otros líderes de al-Qaeda han creado objetivos que tratan de trabajar en red con todos los medios a su alcance.
Una gran parte de sus esfuerzos al-Qaeda los ha invertido en la guerra o yihad en contra de occidente, puesto que este es el principal obstáculo para todos los pasos subsiguientes de su dominio económico y del poder político. También considera que la cooperación y el apoyo de algunos países occidentales (sobre todo la de Estados Unidos y Francia) a países árabes (como Jordania, Arabia Saudí, Emiratos Árabes Unidos y Líbano) se trata de una injerencia en los asuntos árabes internos, el propósito de los cuales sería impedir la unificación del mundo islámico y fortalecer la posición de Israel. Esta guerra de tipo al-Qaeda especialmente con los ataques terroristas contra objetivos civiles en los países de destino, para aterrorizar a la población para desestabilizar el país políticamente y dañar la economía. A menudo, los turistas son el blanco de ataques en los países musulmanes.
Está estrechamente relacionado con el ataque a la difusión del estilo de vida occidental y la exportación de los valores de la cultura islámica. El objetivo previsto es la preservación de la sociedad musulmana contra las influencias occidentales (no basadas en la jurisprudencia de la sharia para que los nacidos musulmanes sean capaces de elegir libremente su religión, la igualdad de género, que en la opinión pública se muestren abiertamente las mujeres, el consumo de alcohol, la homosexualidad legal, las relaciones sexuales ilegítimas, etcétera).
Mientras se logran los resultados deseados, además de la ejecución exitosa de los ataques terroristas, sus actividades incluyen la colocación de durmientes en las estructuras opuestas posibles en lugares clave o reclutar personas de ideas afines que ya están en las posiciones correspondientes (cómo Nidal Malik Hasan) y la fusión global y la creación de redes entre los islamistas y movimientos y grupos yihadistas. (El estrecho contacto con los gobernantes locales, como los talibanes, la planificación de la operación conjunta y acciones coordinadas con las organizaciones terroristas de la red, como Laichkar-al-Toiba o Abu Sayyaf).
Al-Qaeda también combate a todas las organizaciones internacionales que representan una amenaza para al-Qaeda y sus objetivos. Esto es especialmente cierto para la Interpol y las Naciones Unidas. La causa de esto es principalmente la consideración de la ONU como garante de las condiciones existentes, que con sus esfuerzos de paz pone en peligro los objetivos de al-Qaeda. Así, los programas de la ONU en Somalia como por ejemplo las misiones de paz en la década de los noventa Unosom, Unosom II, y la organización del gobierno de transición de Somalia de la ONU con la prevención que los islamistas tomaran el control completo del país, mediante el movimiento al-Qaeda en Somalia. Por otro lado, las Naciones Unidas han aprobado una serie de resoluciones para frenar el terrorismo transnacional de al-Qaeda. (Compromiso de los Estados miembros de la ONU para imponer sanciones a las personas que están vinculadas a al-Qaeda, listas de miembros de al-Qaeda, despliegue del ISAF, disposiciones contra la propagación de las ADM).
Uno de los principales objetivos es el derribo de la familia real saudí y todos los otros gobiernos de los países de mayoría musulmana que no se rigen por los principios islámicos o trabajan o son amigos de potencias no islámicas (Jordania, Pakistán, Egipto...): esto es seguido por la aplicación de base de la ley islámica coránica (Sharia) en todos los países musulmanes.
Desde principios de 1990, al-Qaeda está estrechamente vinculada con los grupos separatistas musulmanes, los objetivos de los cuales se superponen con los de la red de Bin Laden. Por lo tanto, la separación de todos los territorios musulmanes y regiones de la mayoría de los otros países de credos diferentes (Mindanao de Filipinas, Daguestán, Chechenia, Ufá, y Tatarstán de Rusia, Ogaden de Etiopía, Kosovo de Serbia...) es vista como un paso importante hacia la unificación del Islam. Durante la guerra de Bosnia hubo numerosas atrocidades cometidas por los muyahidínes, entre otros, bajo el liderazgo del jefe del ejército bosnio, Rasim Delić, contra los serbios y croatas en Bosnia central y la región de Ozren. Por orden de Osama bin Laden, los muyahidínes de al-Qaeda lucharon durante la guerra con el ejército bosnio en la vanguardia. También lucharon los partidarios de al-Qaeda en Kosovo junto al UÇK.
Llegados a este punto, las esperanzas de Al-Qaeda son que Occidente haya sido derrotado militarmente y económicamente, por lo cual espera tener las manos libres para todas las acciones adicionales:
- Por encima de todo, la destrucción del Estado de Israel y la expulsión o la eliminación de sus habitantes judíos.
- La eliminación anterior o el debilitamiento de la potencia protectora, Estados Unidos, y sus aliados (Canadá, Francia, Reino Unido, Alemania, Italia...) como posibles poderes protectores.
- La reconquista de todos los territorios que fueron alguna vez musulmanes (España, Crimea...)
- La reconquista de todos los territorios que alguna vez han sido gobernados por los gobernantes islámicos (India, Portugal, España, Sicilia, Cerdeña, Córcega y partes de África Oriental...).[42]
- Y, finalmente, la unión de todos estos países y territorios en uno solo (califato, regido por la ley islámica para todos los verdaderos creyentes).